# Bismil (stad)

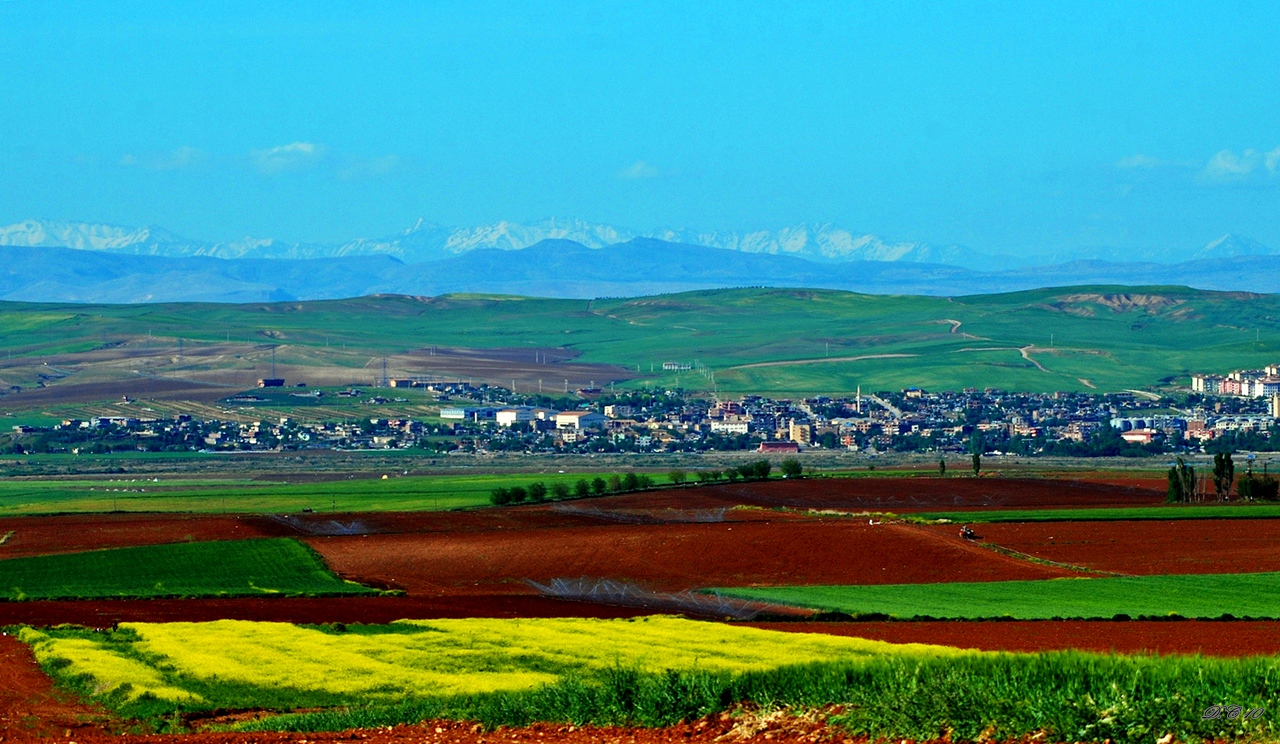
Bismil

Bismil (Koerdisch: Bih) is de gelijknamige hoofdstad van het district Bismil in de Turkse provincie Diyarbakır. Bismil ligt in het zuidoosten van de provincie aan de oever van de Tigris. De stad heeft circa 56.390 inwoners (2008).